# Поозёрье (община)
Поозёрье (хорв. Pojezerje) — община на юге Хорватии, расположенная на севере Дубровник-Неретвы на границе с Боснией и Герцеговиной. Население — 1 233 чел. (на 2001 г.). Община состоит из 6 сёл. Католицизм — преобладающая религия общины, за исключением сёл Бречичи и Дубраве.

## Состав общины
- Бречичи
- Дубраве
- Кобильяча — 273
- Мали Пролог — 55
- Позла Гора — 64
- Отрич-Сеоси — 841